# Bodo Saake
Bodo Saake (* 1961) ist ein deutscher Holzwirt und Hochschullehrer für Holzchemie im Zentrum Holzwirtschaft an der Universität Hamburg.

## Leben und Wirken
Saake studierte von 1981 bis 1987 Holzwirtschaft an der Universität Hamburg. Von 1988 bis 1992 war Saake als wissenschaftlicher Mitarbeiter am Institut für Holzchemie und chemische Technologie des Holzes in Hamburg tätig. 1992 promovierte er zum Thema „Untersuchungen zur Herstellung und Analytik von ASAM-Chemiezellstoffen aus Fichtenholz“. Von 1992 bis 1993 war Saake im Rahmen eines Post doctoral fellowship an der McGill University in Kanada. In den folgenden Jahren arbeitete Saake wieder am Holz Campus Hamburg-Bergedorf und habilitierte sich 2004 über das Thema „Enzymunterstützte Charakterisierung von Cellulosederivaten“ an der Universität Hamburg. Seit 2010 hat Saake den Lehrstuhl für Chemische Holztechnologie inne.

## Einzelnachweis
1. ↑  Prof. Dr. Bodo Saake. Universität Hamburg, 18. Dezember 2018, abgerufen am 8. Oktober 2020.

| Personendaten    | Personendaten                                                  |
| ---------------- | -------------------------------------------------------------- |
| NAME             | Saake, Bodo                                                    |
| ALTERNATIVNAMEN  | Saake, Detlef Bodo                                             |
| KURZBESCHREIBUNG | deutscher Hochschullehrer für Holzchemie (Universität Hamburg) |
| GEBURTSDATUM     | 1961                                                           |